# تشيك هولمز
تشيك هولمز (بالإنجليزية: Chick Holmes)‏ هو لاعب كرة قاعدة أمريكي، ولد في 1896 في بيفرلي في الولايات المتحدة، وتوفي في 1954 في كامدن في الولايات المتحدة.

## وصلات خارجية
- تشيك هولمز على موقعبيزبول رفرنس.كوم (الدوري الرئيسي) (الإنجليزية)
- تشيك هولمز على موقعبيزبول رفرنس.كوم (الدوري الثانوي) (الإنجليزية)